# فرودگاه ناکاشیبتسو
فرودگاه ناکاشیبتسو (به انگلیسی: Nakashibetsu Airport) یک فرودگاه همگانی با کد یاتا SHB است که یک باند فرود آسفالت بتن دارد و طول باند آن ۲۰۰۰ متر است. این فرودگاه در شهر هوکایدو کشور ژاپن قرار دارد .

## شرکت‌های هواپیمایی و مقصدهای پروازی
| شرکت‌های هواپیمایی                   | مقصدهای پروازی |
| ----------------------------------- | -------------- |
| آل نیپون ایرویز                     | هانه‌دا         |
| آل نیپون ایرویز اجرا توسط ANA Wings | نیو چیتوز      |